# Setge de Sebastòpol (1854-1855)
Per la batalla de la Segona Guerra Mundial, veure: Setge de Sebastòpol (1941-1942)
El  Setge de Sebastòpol  va ser una batalla de gran importància en la Guerra de Crimea. La principal base russa a Crimea, Sebastòpol, va ser assetjada durant onze mesos per les forces aliades angleses, franceses i otomanes. Amb la caiguda de la ciutat en mans aliades, el desenllaç de la guerra pràcticament es va donar per conclòs.

## Campanya
La derrota de l'armada otomana a la batalla de Sinope a mans de l'armada russa va obligar França i Anglaterra a enviar les seves flotes, molt més modernes, al mar Negre. Van desembarcar i derrotar els russos a la batalla del riu Alma. Això va obligar els russos a refugiar-se en les seves bases de la península de Crimea. Però els aliats, per poder acabar completament amb el poder naval rus, havien d'ocupar la principal base enemiga, Sebastòpol. El setgeva ser l'episodi més llarg de la guerra. Es van mobilitzar 400.000 homes (300.000 francesos i 100.000 anglesos), que es van unir a les tropes otomanes. Les batalles de l'Alma, Balaclava i Inkerman van fer retrocedir als russos, que es van tancar a la ciutat.

## Setge
Malgrat les victòries obtingudes, els aliats van trigar prop d'un mes a arribar a Sebastòpol. Així van donar temps als russos a organitzar la defensa de la ciutat. Durant aquestes setmanes, més de 100.000 carros requisats als pagesos van ser utilitzats per proveir la ciutat de municions i provisions. Va ser gairebé exclusivament la marina russa, uns 30.000 homes, la que va assumir la resistència, sota el comandament de l'almirall Najimov i del coronel Eduard Todleben. Aquest, un enginyer militar prussià al servei del tsar Nicolau I de Rússia, va traçar una xarxa de trinxeres, forts i parapets que van frenar als atacants. Veient, d'altra banda, la inferioritat de la seva flota davant la dels aliats, va decidir usar els vaixells d'una manera poc convencional: va enfonsar set d'ells a la boca del port per impedir l'entrada de l'enemic i va desmuntar-ne les peces d'artilleria, que va ubicar a les defenses terrestres.
A mitjans de setembre de 1854, els aliats van desembarcar 30.000 soldats francesos, 26.000 tropes britàniques i 4.500 turcs a Eupatoria, una ciutat de la península de Crimea al mar Negre. El pla era marxar cap al sud i capturar Sebastòpol, una ciutat portuària fortament fortificada que servia com a principal base naval de la flota russa del Mar Negre. Pocs dies després, els aliats es van enfrontar als russos a la batalla de l'Alma, que va acabar només tres hores després amb les forces del tsar derrotades. Els aliats van aguantar els intents russos de trencar el setge en la batalla de Balaklava (25 d'octubre), on va tenir lloc el famós episodi bèl·lic que ha passat a la història com la càrrega de la brigada lleugera.
Encara que l'atac rus a la batalla d'Inkerman va fallar en el seu intent d'aixecar el setge de Sebastòpol i evitar així la pèrdua de la flota allà fondejada, i per bé que les baixes sofertes van ser notablement superiors a les dels aliats, els regiments britànics van quedar exhausts i això va provocar que Sebastòpol no pogués ser assaltada abans de l'arribada del General Hivern, el millor aliat dels russos. De fet el dia 14 una terrible tempesta hivernal va assotar les posicions aliades a Crimea, va devastar els campaments i va deixar molt més exposats al terrible fred homes i cavalls. La galerna va enfonsar molts vaixells francesos i britànics amb subministraments per a l'hivern, el que va provocar grans patiments a l'exèrcit en les setmanes subsegüents.
Durant l'any següent, les operacions militars es van centrar al voltant de la ciutat assetjada. Va ser una acció típica de setge, de mines, rases, trinxeres i parapets, on dia a dia, en un dur combat de desgast, tots dos bàndols lluitaven pel control de les posicions. Com en tota batalla d'aquest tipus, la victòria es va acabar decantant per qui tenia més efectius i més reserves. Els russos van patir un 60% de baixes mortals, incloent sis almiralls i el comandant en cap, cosa que va suposar un cop dur a la seva moral. Els assaltants, ben proveïts de municions, arribaven a disparar 52.000 canonades al dia sobre la ciutat. Al final, després de gairebé un any de setge, i veient que la plaça estava irremeiablement perduda, els russos van emprendre una ordenada retirada sobre un pont de barques que havien aixecat. Amb la caiguda de Sebastòpol, la guerra va tocar a la fi.

## Conseqüències
Després de la derrota de Sebastòpol, les negociacions per la pau foren liderades pel comte Aleksei Fyodorovich Orlov. El Tractat de París, signat el 30 de març, convertia el mar Negre en territori neutral, prohibint el pas als vaixells de guerra i la presència de fortificacions i armament en les seves ribes i va suposar un dur revés per a la influència russa a la regió, va perdre el territori que li havia estat concedit a la desembocadura del Danubi, va ser forçada a abandonar les aspiracions de protegir els cristians de l'Imperi Otomà i va perdre la seva influència sobre els principats romanesos, que, juntament amb Sèrbia, van obtenir una major independència.